# وجاج بن زلو اللمطي
وجاج بن زلو اللمطي (تنطق وگاگ) (توفي سنة 445 هـ / 1054م) فقيه مغربي، أحد مؤسسي الدولة المرابطية، التي امتدت عبر المغرب الأقصى والأندلس، وشمال أفريقيا ووسطها إلى السودان.

## نشأته

انتقل وجاج إلى أكلو لتأسيس مدرسة ورباط بها.

اسمه أبو عبد الله محمد ووجّاج؛ تعني العالم الكبير في قومه:
نشأ في منطقة إداوسملال بسوس، جنوب مراكش، وبها تربى، ثم رحل إلى فاس، فأخذ عن أعلامها ومن حل بها من الأعلام كابن أبي زيد القيرواني، ورحل إلى تونس فأخذ أيضا عن الإمام ابن أبي زيد القيرواني والإمام أبو عمران الفاسي، ثم رحل للأندلس وأخذ عن أعلام قرطبة، ثم نزل بنفيس وأخذ عن إمامها أبي محمد ابن تيسيّيت، مع زملائه الأعلام كيعلى بن مصلين، ويحيى بن ويدفا الصادي، وداود بن يملول، وذلك قبل قيام دولة المرابطين عام 430هـ. ثم انتقل إلى سجلماسة عالما وداعيا إلى الله، وهناك تلقى رسالة من شيخه أبو عمران الفاسي يدعوه لتربية المرابطين وتعليمهم.

### تأسيسه الأربطة
فقد أسس رباطا علميا وتربويا وجهاديا، في منطقة أگلو بلمطة، والواضح أن استقرار الشيخ بأگلو جعل منه مركزا دينيا وعلميا هاما، وسماه رباطا على عادة المجاهدين، وقد تجاوز إشعاعه - كما هو معلوم - المستوى المحلي والإقليمي إلى المستوى المغاربي، وكانت هذه المكانة تستمد من مكانة وجاج بين قومه وتصوفه وعلمه، واستطاع بذلك أن يجلب لرباطه مريدين وطلبة من جميع الآفاق.

### لقاءه بإبراهيم بن عمر
غير أن أهم حدث تاريخي يستوقفنا هو التقاء الشيخ وجاج بالزعيم السياسي يحيى بن إبراهيم الجدالي، بإشارة من شيخه أبو عمران الفاسي لانتداب أحد تلاميذه ليصحبه معه إلى قومه ببلاد صنهاجة بجنوب الصحراء، لاعتقاده بأن وجاج أصلح من يقوم بهذه المهمة، ومن هنا ظهرت شخصية تلميذه عبد الله بن ياسين التامنارتي مؤسس دولة المرابطين العظيمة، والقاضي على دولة برغواطة وملتهم الباطنية في غرب المغرب.
إذ لما انتهت رئاسة الملثمين إلى يحيى بن إبراهيم الكدالي أناب عنه ابنه إبراهيم ثم رحل إلى المشرق حاجا سنة 427 هـ، وعند رجوعه اتصل في إفريقية بأبي عمران الفاسي الذي استوطن القيروان قبل ذلك بمدة طويلة، فارا بنفسه من غمرة الأحداث الخطيرة التي عرفتها فاس بعد سقوط دولة بني أمية، واستفاد يحيى من علمه الغزير، ورجاه أن يبعث معه طالبا من طلابه ليفقه الملثمين في شؤون دينهم، فلم يجد من بين طلبته بالقيروان من يقبل هذه التضحية - على شرفها- وحينئذ كتب له كتابا إلى الإمام وجاج بن زلو، وكان قد تلقى عنه العلم بالقيروان ثم أسس بعد رجوعه أول مدرسة معروفة خصصت لدراسة العلم بالمغرب بسوس، وكانت تدعى بمدرسة أكلو. (وتقع قرية أكلو –أو أجلو- قرب مدينة تزنيت التي تبعد عن مدينة أغادير بنحو 80 كم جنوبا).
وقد اختار الفقيه وجاج لهذه المهمة تلميذه عبد الله بن ياسين الذي قبل العمل - يعني مع المرابطين - من أجل صلاح الإسلام عن طواعية.

### عبد الله بن ياسين ووجاج
فقد كان المغرب قبل نشأة دولة المرابطين يعيش اضطرابا في الشؤون السياسية والاجتماعية والدينية، وفتنا وحروبا بين الإمارات التي تختلف فيها النحل والمذاهب، ومن المؤكد أن عبد الله بن ياسين استلهم في مشروعه بإنشاء الدولة أفكار شيخه الإصلاحية من جهة، كما استفاد من حيوية وحركية الرباطات المنتعشة في عصره، ومنها رباط «أكلو»، لما كانت للإمام وجاج من مكانة وحظوة لدى قبائل الجنوب المغربي، وقد ساند تلميذه عبد الله بن ياسين بل مهد له في الانتقال من مرحلة الدعوة إلى مرحلة الدولة عندما استقدمه لفتح سجلماسة، وإزاحة كل الصعوبات أمامه عند زحفه نحو الشمال، ويتجلى اعتراف عبد الله بن ياسين بأهمية رباط أكلو كمركز روحي وعلمي ما دأب عليه من تخصيص قسط من خمس الغنائم بعد انتصاراته الأولى في الصحراء لصالح طلبة وفقهاء سوس ومنهم أهل رباط أكلو.

### وفاته
يعد الإمام وجاج بن زلو من أئمة المغرب الفاتحين، ومن أولياء الله الصالحين، وصاحب كرامات جليلة، ومن رجال التصوف والتشوف، ومن العترة الطاهرة التي أسست للإسلام ركنا متينا في إفريقيا مازال إشعاعهم إلى الآن، هو وأمثاله كأبي عبد الله أمغار، وعبد السلام بن مشيش، وعبد الله بن الهادي الكتاني وغيرهم من الأشراف الأدارسة ببلاد المغرب. وقد أخذ عنه الكثيرون، وربما لم تسمح له ظروفه بالتأليف أو قد ألف فضاعت مؤلفاته، فلم يبق إلا إشعاعه الروحي والديني في قلوب الناس وعقولهم، وبقيت مدرسته وزاويته التي لا تزال إلى الآن ملجأ لطلاب العلم.
وقد كانت وفاته ومدفنه برباطه سنة 445 هـ / 1054م، ومازال يقام موسم سنوي للإمام وجاج بن زلو في مختلف أنحاء سوس.